# Бхаратпур (аеропорт)
Аеропорт Бхаратпур (неп. भरतपुर विमानस्थल), (IATA: BHR, ICAO: VNBP) — непальський аеропорт, що обслуговує комерційні авіаперевезення міста Бхаратпур (район Читванг, Нараяні).
Порт знаходиться в півтора кілометрах на північний захід від Бхаратпура. Власником і оператором аеропорту є Управління цивільної авіації Непалу.
Аеропорт Бхаратпур займає четверте місце серед непальських аеропортів за обсягом пасажирських перевезень, будучи головним в'їзним пунктом для туристів, що відвідують Національний парк Чітван.

## Загальні відомості
Аеропорт Бхаратпур був побудований за підтримки уряду США для підтримки програми боротьби з малярією в населених пунктах долини Чітван. Перший рейс порт обслужив 5 березня 1965 року.
Аеропорт розташований на висоті 183 метрів над рівнем моря і експлуатує одну злітно-посадкову смугу 15/33 розмірами 1158х30 метрів з асфальтовим покриттям.

## Авіакомпанії і пункти призначення
| Авіакомпанія    | Пункт призначення |
| --------------- | ----------------- |
| Buddha Air      | Катманду          |
| Gorkha Airlines | Катманду          |
| Tara Air        | Катманду, Покхара |
| Yeti Airlines   | Катманду          |

## Авіаподії та інциденти
- 12 липня 1969 року. Douglas DC-3D (реєстраційний 9N-AAP) авіакомпанії Royal Nepal Airlines, що прямував регулярним рейсом з міжнародного аеропорту Трібхуван в аеропорт Сімра, зачепив верхівки дерев гірського хребта на висоті 7300 футів (2225 метрів) над рівнем моря. Літак зазнав аварії в районі Хітауда, в 70 кілометрах від аеропорту Бхаратпур, загинули 35 людей, що знаходилися на борту лайнера[4].
- 31 липня 1993 року. Dornier 228-101 (реєстраційний 9N-ACL) авіакомпанії Everest Air, що виконував регулярний рейс із Катманду в Бхаратпур, зіткнувся з горою при підході до аеропорту призначення. Загинули всі 19 осіб на борту[5].
- 25 квітня 1996 року BAe 748 Series 2B (реєстраційний 9N-ABR), який прямував з Катмаду в Мехгаули (в 19 кілометрах на північний захід від аеропорту Бхаратпур), при посадці в аеропорту призначення викотився за межі злітно-посадкової смуги. На борту знаходився 31 людина, ніхто не постраждав.